# العين الحارة (بنو يزيد)
نبع العين الحارة عبارة عن نبع مائي حار يحتوي على مواد كبريتية حارة، ومن عظمة الله -سبحانه- في ذلك أن تلك المياه تخرج من باطن الأرض من عدة عيون بالمنطقة من خلال الصخور المكونة لتضاريس مركز بني يزيد، وتستمر تلك المياه في الجريان والتدفق من مصدرها، وتسير نحو الأودية، حيث تظل حارة أثناء جرينها ولمسافات بعيدة.ولهذه العين مياه شديدة الحرارة وكما يقال: لو وقع فيها جمل لنضج من شدة حرارتها وتعتبر هذه العين منتزها جميل لما يتميز به موقعها فهو يقع في الشمال الشرقي لمدينة الليث.هذا ويوجد بجانب العين نهر تسيل مياهه مع مياه العين فتلطف من درجة حرارتها. وقد اجتمع مع ذلك جمال الطبيعة حيث تحيط الجبال بها وتحتضنها أشجار السدر والأراك. علما أن هذه العين تعتبر مياهها شفاء لكثير من الأمراض مثل:أمراض الشيخوخة وحساسية الجلد وآلام الظهر والعظام.

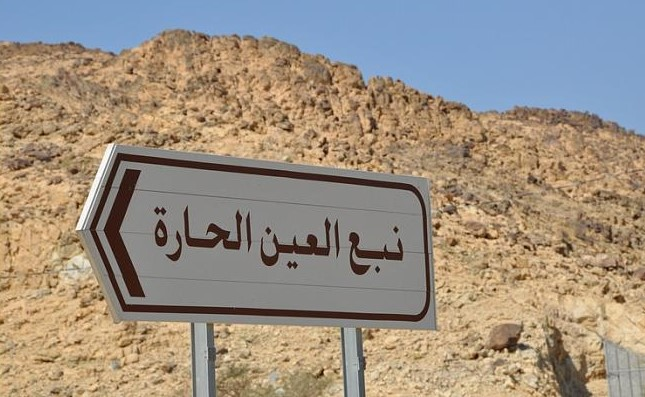
قرية نبع العين الحارة ببني يزيد

## فوائد العين الحارة
- ومن فوائد العين الحارة ، -  كما ذكرناه سابقاً -

، أنها تعالج أمراض الشيخوخة وحساسية الجلد وآلام الظهر والعظام بالإضافة للروماتيزم والربو ويمكن الإستفادة من هذه المياه الحارة الطبيعية عن طريق استنشاق بخار الماء وهو شفاء بأمر من الله سبحانه وتعالى. 

## أهمية العين الحارة
يُفاجأ المواطنون الذين يقصدونها لأول مرة بمشروعها الجديد والعملاق بعد أن وجدة لافتة مهمة من بلدية غميقة نظراً لأهمية ذلك الموقع السياحي والطبي، والذي يجلب العشرات من الزوار من جميع مناطق السعودية. حيث قامت البلدية مؤخراً بعمل غرف ساونا على مجرى قنوات العين الحارة تتناسب مع خصوصية العائلات، بالإضافة لوجود مسبح طبيعي في نهاية قناة مجرى العين.

## الموقع
تقع جنوب الحجاز على بعد 48 كلم شرق محافظة الليث التابع لمركز بني يزيد ويضم بين جنباته عيناً معدنية حارة تتميز مياهها بخصائصها، العلاجية، ويقصدها الزوار من جميع أنحاء المملكة للسياحة وطلب الشفاء، وتجري بها المياه، ويكسوها الغطاء النباتي الكثيف الذي يمتد في إنحدار بإتجاه الجبل الساحلي.

## صور لجريان نبع العين الحارة

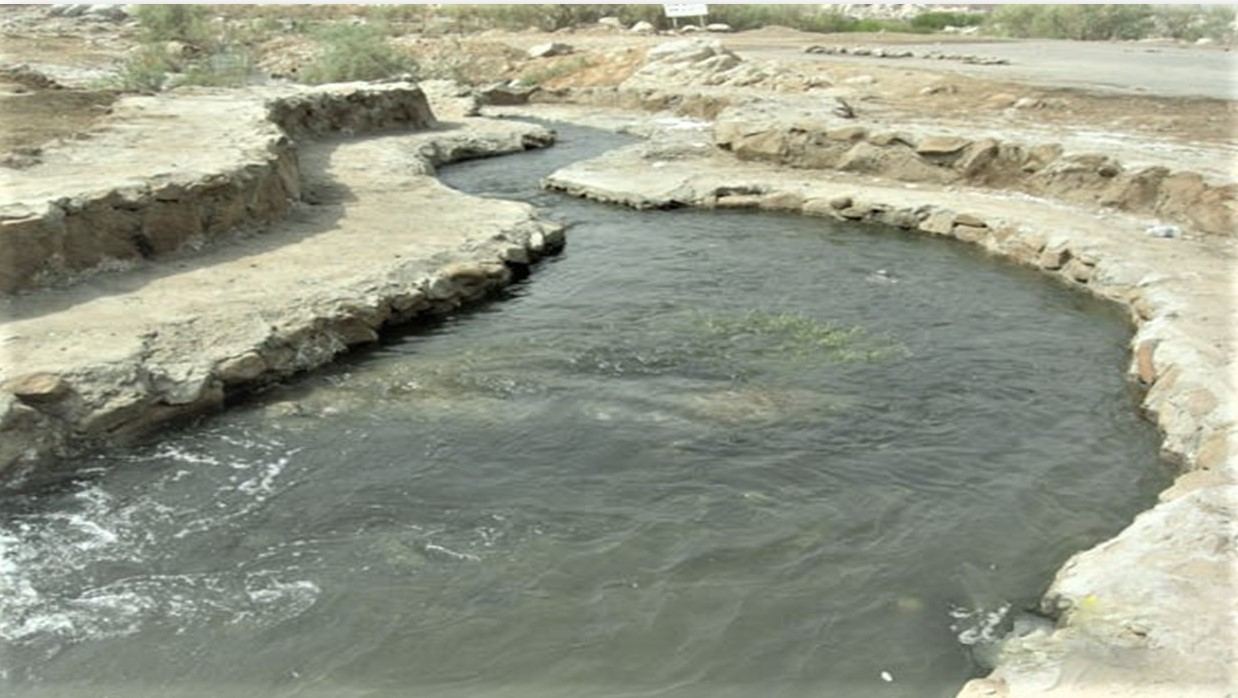
نبع العين بشكله القديم
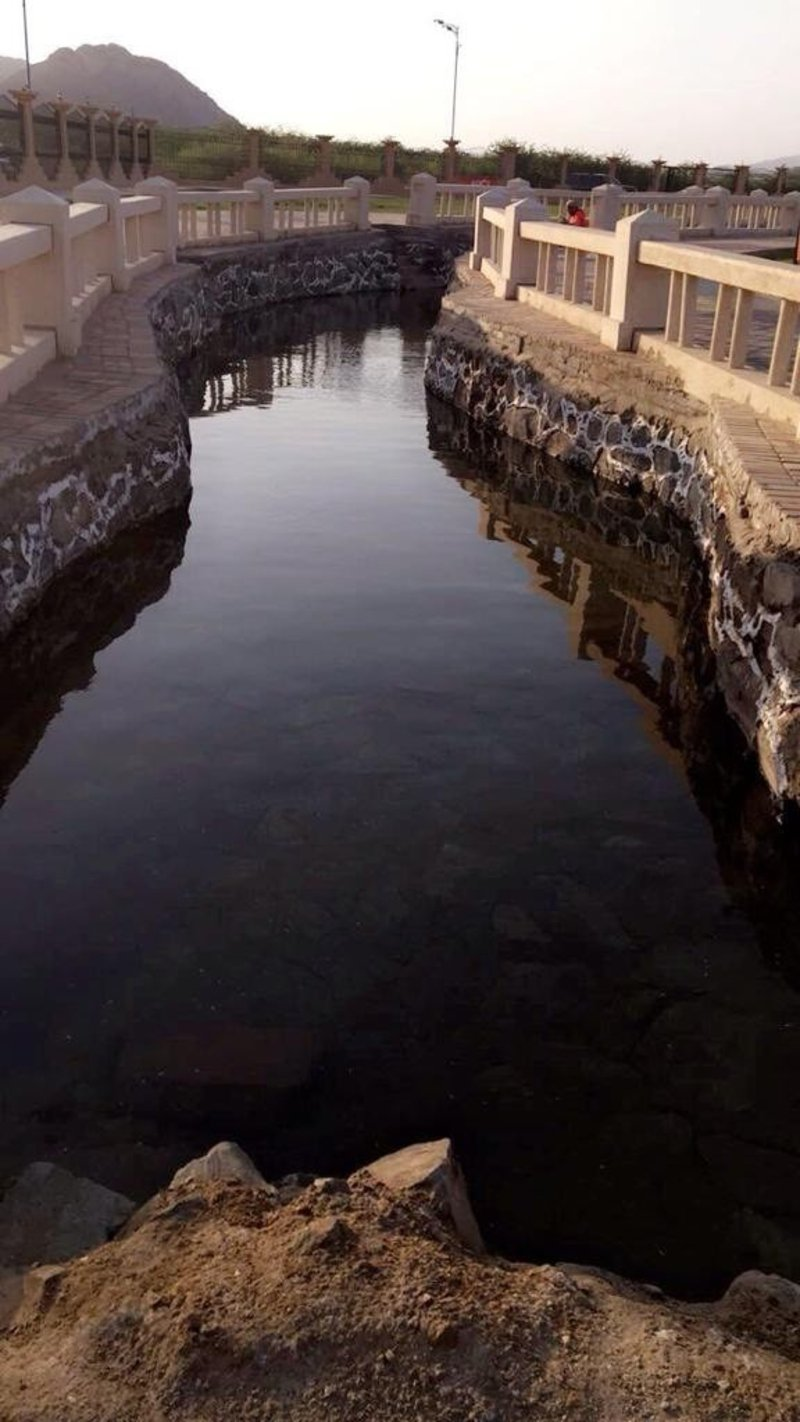
نبع العين في حلته الجديدة
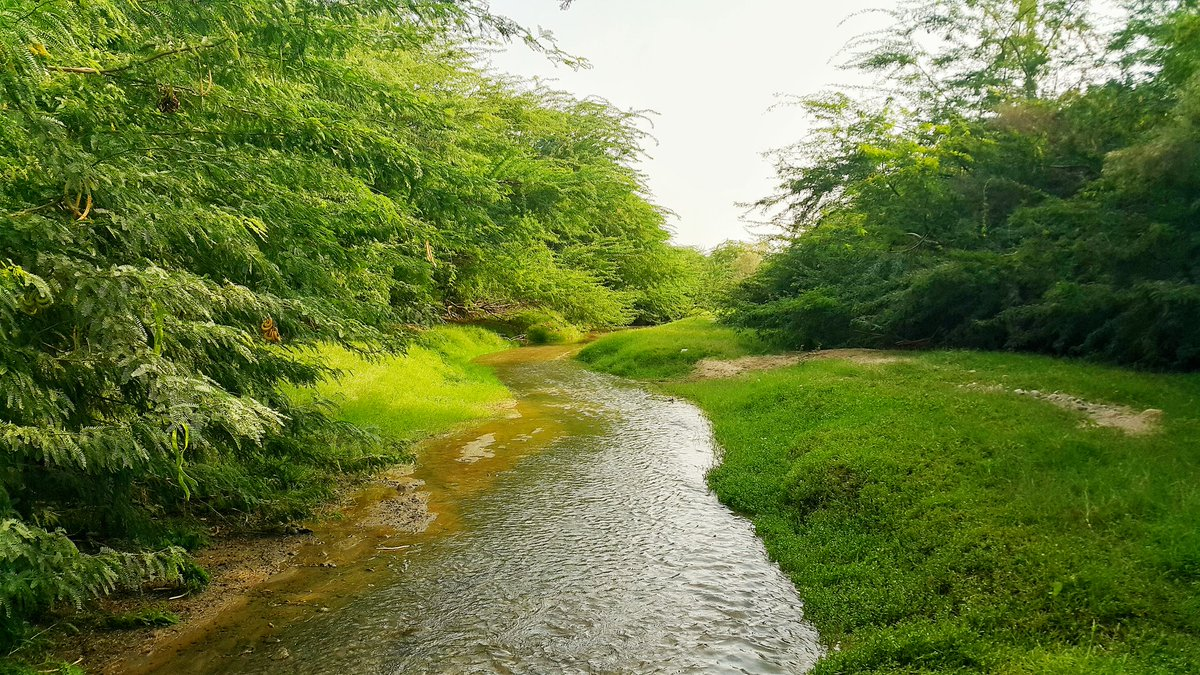
وادي الليث الذي يصب بقرية بني يزيد بالقرب من العين الحارة
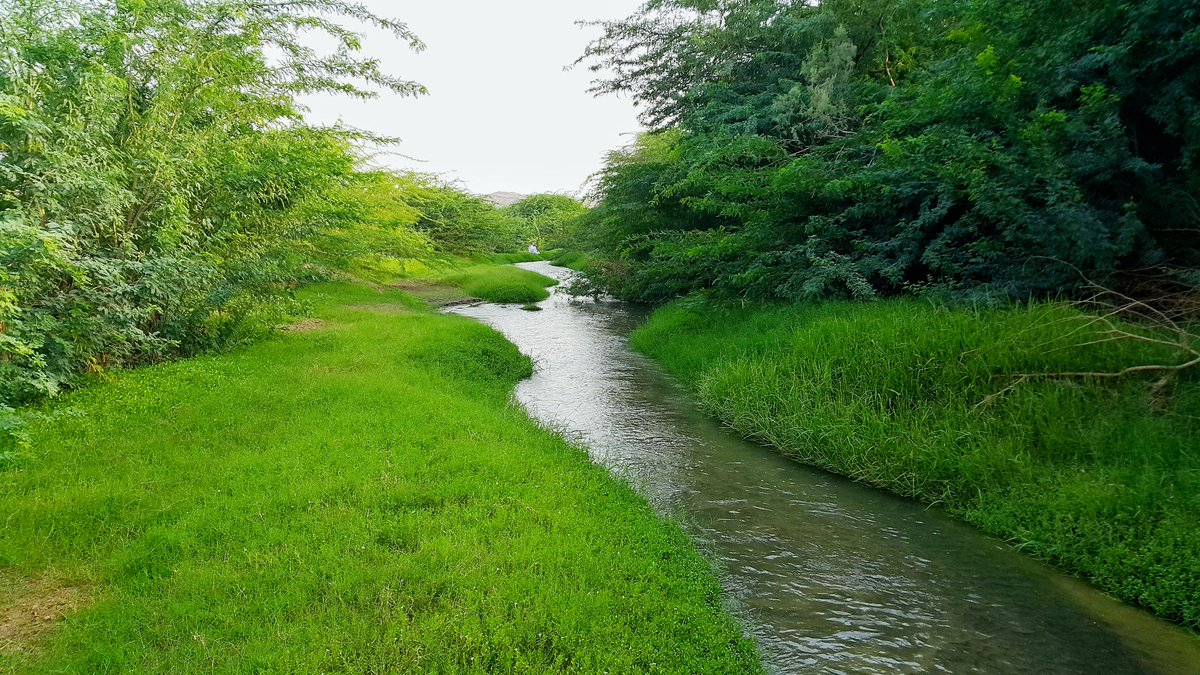
جريان مياه نبع العين يساهم في نمو الأشجار والحشائش بمناظر خلابة